# Paraliparis adustus
Paraliparis adustus är en fiskart som beskrevs av Robert C.Busby och Cartwright 2009. Paraliparis adustus ingår i släktet Paraliparis och familjen Liparidae. Inga underarter finns listade i Catalogue of Life.